# Saint-Sulpice-de-Cognac
Saint-Sulpice-de-Cognac war eine südwestfranzösische Gemeinde mit 1179 Einwohnern (Stand 1. Januar 2022) im Département Charente in der Region Nouvelle-Aquitaine. Sie gehörte zum Arrondissement Cognac. Die Bewohner werden Saint-Sulpiciens und Saint-Sulpiciennes genannt.
Der Erlass vom 25. September 2023 legte mit Wirkung zum 1. Januar 2024 die Eingliederung von Saint-Sulpice-de-Cognac als Commune déléguée zusammen mit der früheren Gemeinde Cherves-Richemont zur neuen Commune nouvelle Val-de-Cognac fest.

## Geografie
Der aus dem Ortszentrum sowie mehreren Weilern und Einzelgehöften bestehende Ort Saint-Sulpice-de-Cognac liegt etwa 10 Kilometer (Fahrtstrecke) nordwestlich der Stadt Cognac auf einer Höhe von etwa 17 m.
Umgeben wird Saint-Sulpice-de-Cognac von den Nachbargemeinden und der Commune déléguée:
| Saint-Bris-des-Bois (Charente-Maritime) | Burie (Charente-Maritime) Migron (Charente-Maritime) | Le Seure (Charente-Maritime) Mesnac Mons (Charente-Maritime) |
| Saint-Césaire (Charente-Maritime)       | Kompassrose, die auf Nachbargemeinden zeigt          |                                                              |
| Chérac (Charente-Maritime)              | Louzac-Saint-André                                   | Cherves-Richemont (Commune déléguée)                         |

## Geschichte
Beim Weiler Chaudrolles wurden keltische Gräber entdeckt. In der Antike lag der Ort an der Römerstraße von Saintes (Mediolanum Santonum) nach Lyon (Lugdunum); bei Chaudrolles befand sich ein Steinbruch. Im Jahr 1072 wurde die Vorgängerkirche des heutigen Baus als Prioratskirche der Benediktinerabtei von Saint-Léger in Ébreuil angeschlossen.

## Bevölkerungsentwicklung
| Saint-Sulpice-de-Cognac: Einwohnerzahlen von 1793 bis 2021                                                                 | Saint-Sulpice-de-Cognac: Einwohnerzahlen von 1793 bis 2021 | Saint-Sulpice-de-Cognac: Einwohnerzahlen von 1793 bis 2021 | Saint-Sulpice-de-Cognac: Einwohnerzahlen von 1793 bis 2021 | Saint-Sulpice-de-Cognac: Einwohnerzahlen von 1793 bis 2021 |
| --- | ---------------------------------------------------------- | ---------------------------------------------------------- | ---------------------------------------------------------- | ---------------------------------------------------------- |
| Jahr |                                                            |                                                            |                                                            | Einwohner                                                  |
| 1793 | 1793                                                       |                                                            | 1.500                                                      | 1.500                                                      |
| 1800 | 1800                                                       |                                                            | 1.411                                                      | 1.411                                                      |
| 1806 | 1806                                                       |                                                            | 1.370                                                      | 1.370                                                      |
| 1821 | 1821                                                       |                                                            | 1.554                                                      | 1.554                                                      |
| 1831 | 1831                                                       |                                                            | 1.724                                                      | 1.724                                                      |
| 1841 | 1841                                                       |                                                            | 1.638                                                      | 1.638                                                      |
| 1846 | 1846                                                       |                                                            | 1.688                                                      | 1.688                                                      |
| 1851 | 1851                                                       |                                                            | 1.752                                                      | 1.752                                                      |
| 1856 | 1856                                                       |                                                            | 1.837                                                      | 1.837                                                      |
| 1861 | 1861                                                       |                                                            | 1.966                                                      | 1.966                                                      |
| 1866 | 1866                                                       |                                                            | 1.937                                                      | 1.937                                                      |
| 1872 | 1872                                                       |                                                            | 1.810                                                      | 1.810                                                      |
| 1876 | 1876                                                       |                                                            | 1.732                                                      | 1.732                                                      |
| 1881 | 1881                                                       |                                                            | 1.582                                                      | 1.582                                                      |
| 1886 | 1886                                                       |                                                            | 1.475                                                      | 1.475                                                      |
| 1891 | 1891                                                       |                                                            | 1.539                                                      | 1.539                                                      |
| 1896 | 1896                                                       |                                                            | 1.570                                                      | 1.570                                                      |
| 1901 | 1901                                                       |                                                            | 1.577                                                      | 1.577                                                      |
| 1906 | 1906                                                       |                                                            | 1.437                                                      | 1.437                                                      |
| 1911 | 1911                                                       |                                                            | 1.362                                                      | 1.362                                                      |
| 1921 | 1921                                                       |                                                            | 1.193                                                      | 1.193                                                      |
| 1926 | 1926                                                       |                                                            | 1.119                                                      | 1.119                                                      |
| 1931 | 1931                                                       |                                                            | 1.077                                                      | 1.077                                                      |
| 1936 | 1936                                                       |                                                            | 1.012                                                      | 1.012                                                      |
| 1946 | 1946                                                       |                                                            | 1.041                                                      | 1.041                                                      |
| 1954 | 1954                                                       |                                                            | 1.057                                                      | 1.057                                                      |
| 1962 | 1962                                                       |                                                            | 1.071                                                      | 1.071                                                      |
| 1968 | 1968                                                       |                                                            | 1.004                                                      | 1.004                                                      |
| 1975 | 1975                                                       |                                                            | 1.009                                                      | 1.009                                                      |
| 1982 | 1982                                                       |                                                            | 1.119                                                      | 1.119                                                      |
| 1990 | 1990                                                       |                                                            | 1.206                                                      | 1.206                                                      |
| 1999 | 1999                                                       |                                                            | 1.193                                                      | 1.193                                                      |
| 2006 | 2006                                                       |                                                            | 1.232                                                      | 1.232                                                      |
| 2015 | 2015                                                       |                                                            | 1.237                                                      | 1.237                                                      |
| 2021 | 2021                                                       |                                                            | 1.183                                                      | 1.183                                                      |
| Quelle(n): EHESS/Cassini bis 1999, INSEE ab 2006 Anmerkung(en): Ab 1962 offizielle Zahlen ohne Einwohner mit Zweitwohnsitz |                                                            |                                                            |                                                            |                                                            |

Bei der ersten Volkszählung in Frankreich im Jahre 1793 hatte der Ort 1500 Einwohner; Mitte des 19. Jahrhunderts stieg die Bevölkerung zeitweise auf beinahe 2000 an um nach dem Ende der Reblauskrise (ca. 1865–1885), die in nahezu allen Weinbauregionen Frankreichs einen deutlichen Rückgang der Bevölkerung zur Folge hatte, wieder auf etwa 1500 zurückzugehen.

## Sehenswürdigkeiten

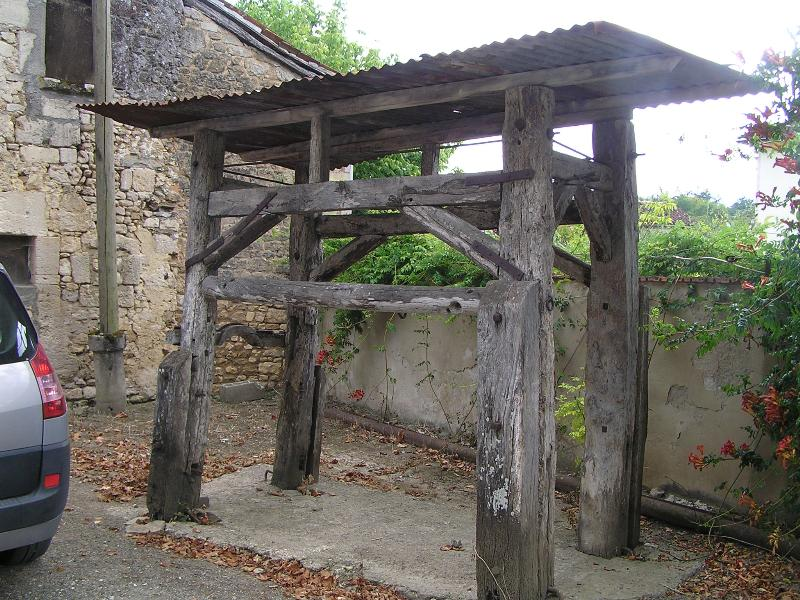
Saint-Sulpice – Holzgerüst

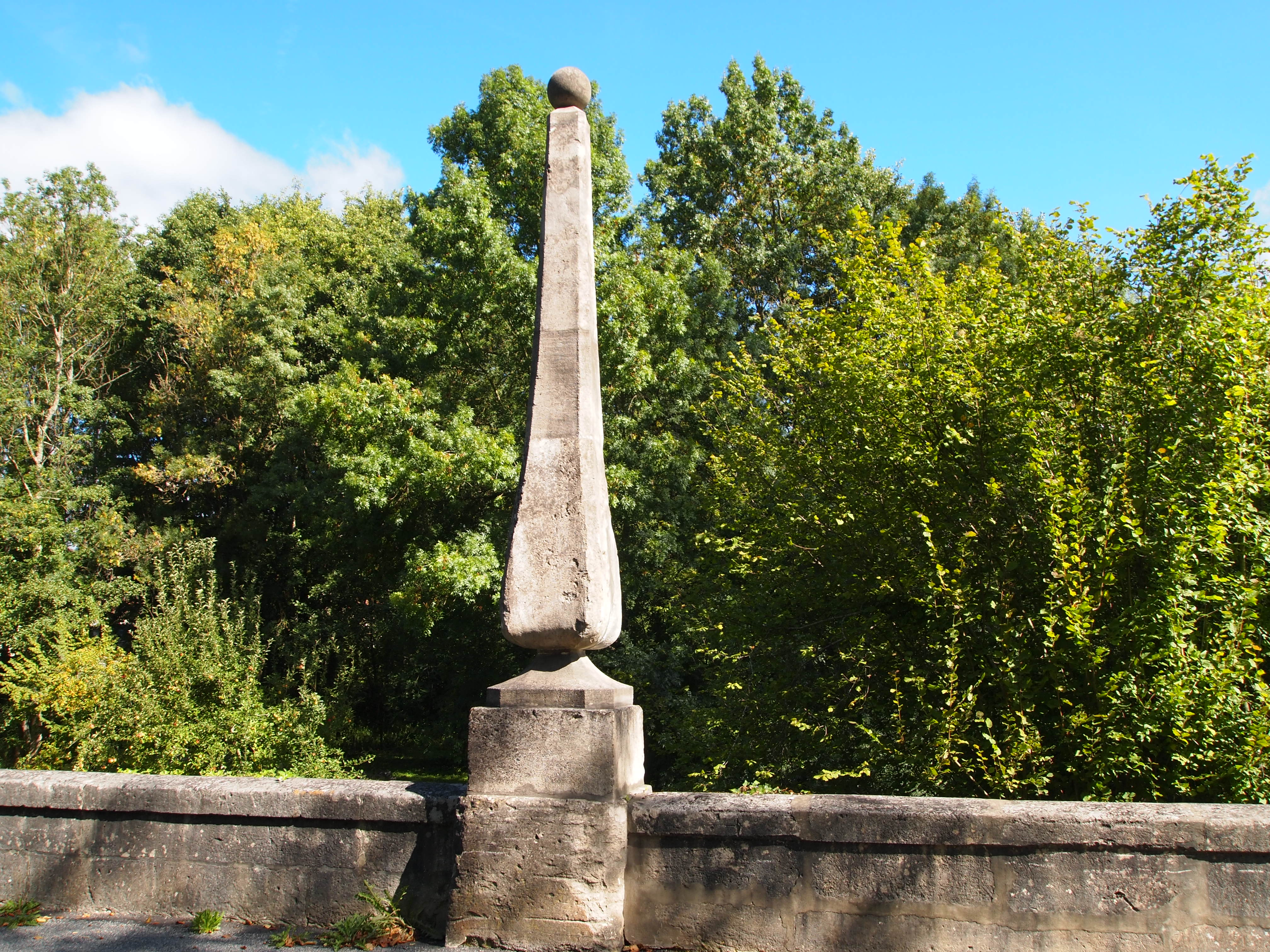
Pyramide de l’Antenne

- Die romanische Pfarrkirche Saint-Sulpice stammt aus dem 11. Jahrhundert; sie wurde jedoch im 12. Jahrhundert grundlegend erneuert. Sie ist dem Hl. Sulpicius geweiht, einem ehemaligen Bischof von Bourges aus dem 7. Jahrhundert. Der einschiffige Kirchenbau mit seinen beiden Querhausarmen hat im Grundriss die Form eines lateinischen Kreuzes. Die Mittelapsis wurde später außen durch einen Glockenturm überbaut; die kleineren Seitenapsiden und die beiden Querhausarme sind ungegliedert und bis auf einen umlaufenden Konsolenfries unter der Dachtraufe vollkommen schmucklos. Der Kirchenbau ist seit dem Jahr 1950 als Monument historique eingeschrieben.[5][6]
- Unweit der Kirche steht ein Holzgestell (travail) zum Anbinden und Beschlagen von Pferden; wahrscheinlich wurde es auch an Markttagen zum Begutachten von Rindern genutzt. Das Alter des Gestells ist unklar.
- Mehrere Häuser und Bauernhöfe der Umgebung sind ebenfalls von historischem Wert und stehen auf einer Denkmalliste.[7]
- Südlich des Ortes auf einer Brücke über das Flüsschen Antenne steht ein pyramidenförmiger Obelisk (Pyramide de l’Antenne) aus dem 18. Jahrhundert, der an einen Sammelort der protestantischen Truppen nach der Schlacht von Jarnac (13. März 1569), einer wichtigen Episode des Dritten Hugenottenkrieges, erinnert. Das eher unscheinbare steinerne Denkmal ist seit 1965 als Monument historique eingeschrieben.[8]

## Wirtschaft
Die Landwirtschaft und vor allem der Weinbau spielten in den Dörfern der Charente immer schon eine wichtige Rolle. Während Getreide, Gemüse und Ölsaaten (Sonnenblumen) vorwiegend für den eigenen Bedarf angebaut wurden, konnte man mit dem Wein- (später auch Branntwein-) Export nach England, Schottland und andere Länder Nordeuropas gutes Geld verdienen, wobei sich allerdings die Weinbauern mit dem geringeren Teil des Verdienstes begnügen mussten. Heute gehört das Nordufer der Charente bei Saint-Sulpice zur Lage der Borderies innerhalb des großen Anbaugebiets der Cognac-Weine. Eine Küferei (tonnelerie) am Ort ist auf die Aufarbeitung alter Fässer spezialisiert.